# Доње Колибе
Доње Колибе су насељено мјесто у општини Брод, Република Српска, БиХ. Према прелиминарним подацима пописа становништва 2013. године, у насељу је живјело 219 становника.

## Историја
Насеље је до 1990. године имало назив Колибе Доње.

## Становништво
Према попису становништва из 1991. године, мјесто је имало 837 становника.
| Демографија (Колибе)- | Демографија (Колибе)- | Демографија (Колибе)- |
| Година                | Становника            | Становника            |
| --------------------- | --------------------- | --------------------- |
| 1948.                 | 3.340                 |                       |
| 1953.                 | 0                     |                       |
| 1961.                 | 824                   |                       |
| 1971.                 | 766                   |                       |
| 1981.                 | 800                   |                       |
| 1991.                 | 836                   |                       |
| 2013.                 | 219                   |                       |